# EUC Nord
EUC Nord, med hovedkontor i Hjørring, har erhvervsuddannelser, akademiuddannelser, HTX (teknisk gymnasium), HHX (handelsgymnasium) samt efteruddannelser og AMU-kurser.
Der er afdelinger i Hjørring og Frederikshavn.
EUC Nord HHX har lavet en youtube-kanal med flere videoer om matematik.

## Ekstern henvisning
- EUC Nords hjemmeside Arkiveret 17. september 2008 hos  Wayback Machine
- HTX Frederikshavns hjemmeside Arkiveret 14. september 2017 hos  Wayback Machine

| Skole | Spire Denne artikel om en skole, en uddannelsesinstitution eller uddannelse er en spire som bør udbygges. Du er velkommen til at hjælpe Wikipedia ved at udvide den. |

|  | Denne artikel om en bygning eller et bygningsværk kan blive bedre, hvis der indsættes et (bedre) billede. Du kan hjælpe ved at afsøge Wikimedia Commons for et passende billede eller lægge et op på Wikimedia Commons med en af de tilladte licenser og indsætte det i artiklen. |

57°27′32.22″N 10°0′50.29″Ø / 57.4589500°N 10.0139694°Ø